# Jardín botánico Las Orquídeas
El Jardín botánico Las Orquídeas es una reserva de bosque nuboso y jardín botánico de una extensión de unas 7 hectáreas que alberga Orquídeas y especies vegetales de la zona de bosque húmedo premontano en Puyo Cantón Pastaza, Amazonía Ecuador.
El código de identificación del Jardín botánico Las Orquídeas como miembro del "Botanic Gardens Conservation Internacional" (BGCI), así como las siglas de su herbario es PUJBO.

## Localización
El Jardín Botánico Las Orquídeas se encuentra a 15 km de la Ciudad de Puyo, en la vía Macas, desvío a San Jacinto en el Barrio "Los Ángeles". 
Jardin Botanico Las Orquideas Casilla 16-01-710 Puyo Ecuador
Planos y vistas satelitales.00°13′45.8400″S 078°31′27.1200″O / -0.229400000, -78.524200000
Su clima corresponde al bosque muy húmedo-premontano caracterizado por su abundante precipitación y un promedio de entre los 18º a 24º grados centígrados.
Se cobra una tarifa de entrada.

## Historia
Es el producto de una idea originada 1980 gracias a la iniciativa de su propietario el Sr. Omar Tello B. 
Entre sus objetivos se encuentra el promover la Educación Ambiental, conservación de los recursos naturales y la investigación científica de la flora amazónica y Presentar el Jardín Botánico "Las Orquídeas" como una alternativa de Desarrollo Sustentable para las comunidades interesadas en adquirir conocimientos a través de esta práctica.

## Colecciones
El Jardín botánico Las Orquídeas cuenta con 6.75 Has de las cuales 2 Has han sido empleadas para la regeneración natural, 1/2 Has para la construcción de aulas y cabañas, el resto se utiliza para el cultivo de plantas ornamentales como son los anturios. 
- Orquídeas con 300 especies, de las cuales 30 especies son introducidas,
- Heliconias con 38 variedades de heliconias,
- Bromelias con 70 variedades de bromelias;
- Cycas además existen algunas especies de cicadáceas traídas de bosques deforestados como la mayoría de las especies endémicas.

En el tiempo transcurrido desde 1980 el bosque se ha regenerado de tal forma que ha dado lugar al crecimiento de especies arbóreas nativas de la amazonía como: laurel, aguano (sp. en extinción), cedro blanco, sandi, chuncho, huambulo, canelo, jatuncholo, palo de boya, achotillo, balsa, café de campo, ceibo, algodón, tucuta, caucho, palo cruz, zapote silvestre, arrayán, cuero de sapo, cabo de hacha, roble ornamental, moral fino, roble rojo, roble Rosado, entre otros.
Hay una abundancia de riachuelos en el trayecto de los senderos.
El Jardín botánico Las Orquídeas, cuenta además con un sector destinado al cultivo de especies comestibles como yuca, papa china, zanahoria blanca o mandioquiña salsa (Arracacia xanthorriza), almendras, canguil, maní de monte o sacha inchi (Plukenetia volubilis), culantro de monte, zapallo, vainita, y otros.
Existe una variedad de insectos como: chinches, cigarras, grillos, saltamontes, coleópteros y mariposas; además existen tortugas y caracoles de tierra, y peces como: las tilapias, cachamas y carpas.
Algunos especímenes de orquídeas de los bosques nubosos de Ecuador.

Especímenes
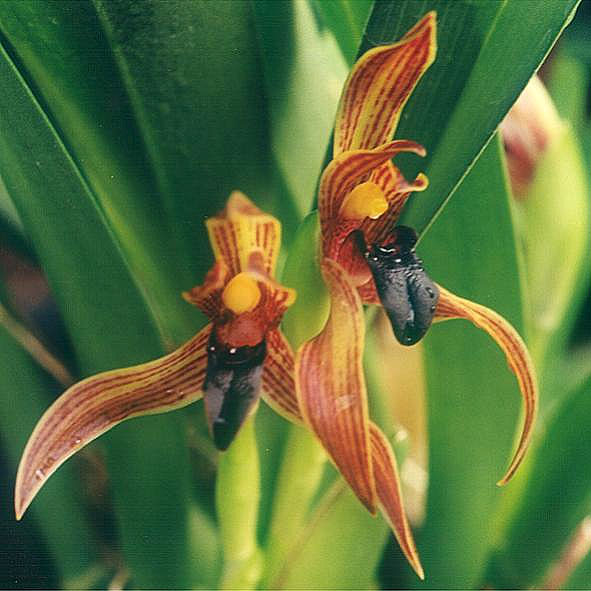
Maxillaria cucullata.
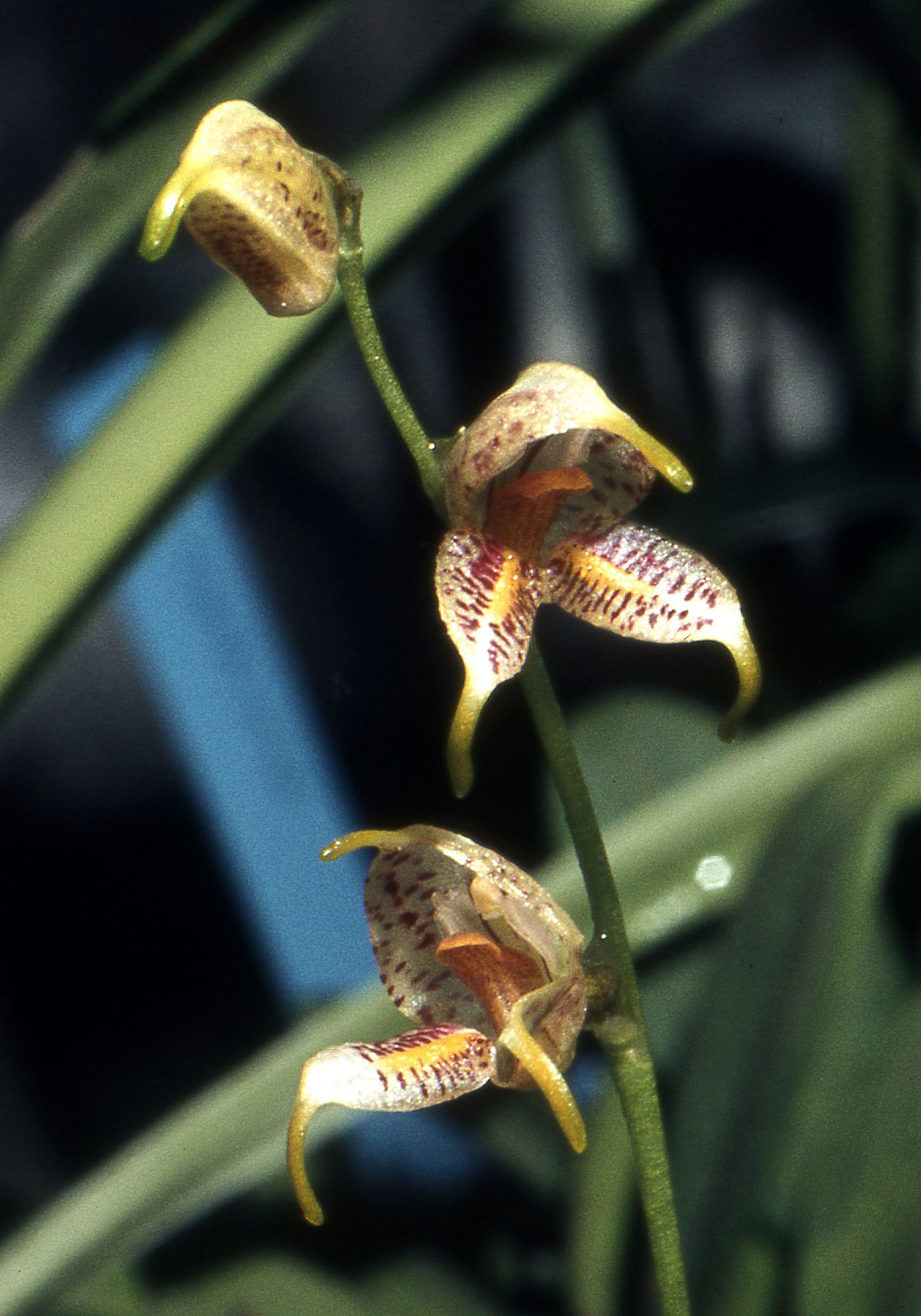
Masdevallia amanda.
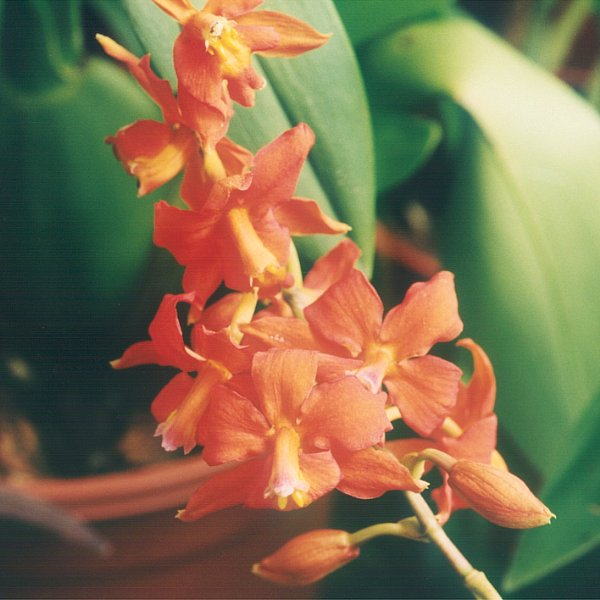
Cochlioda noezliana.
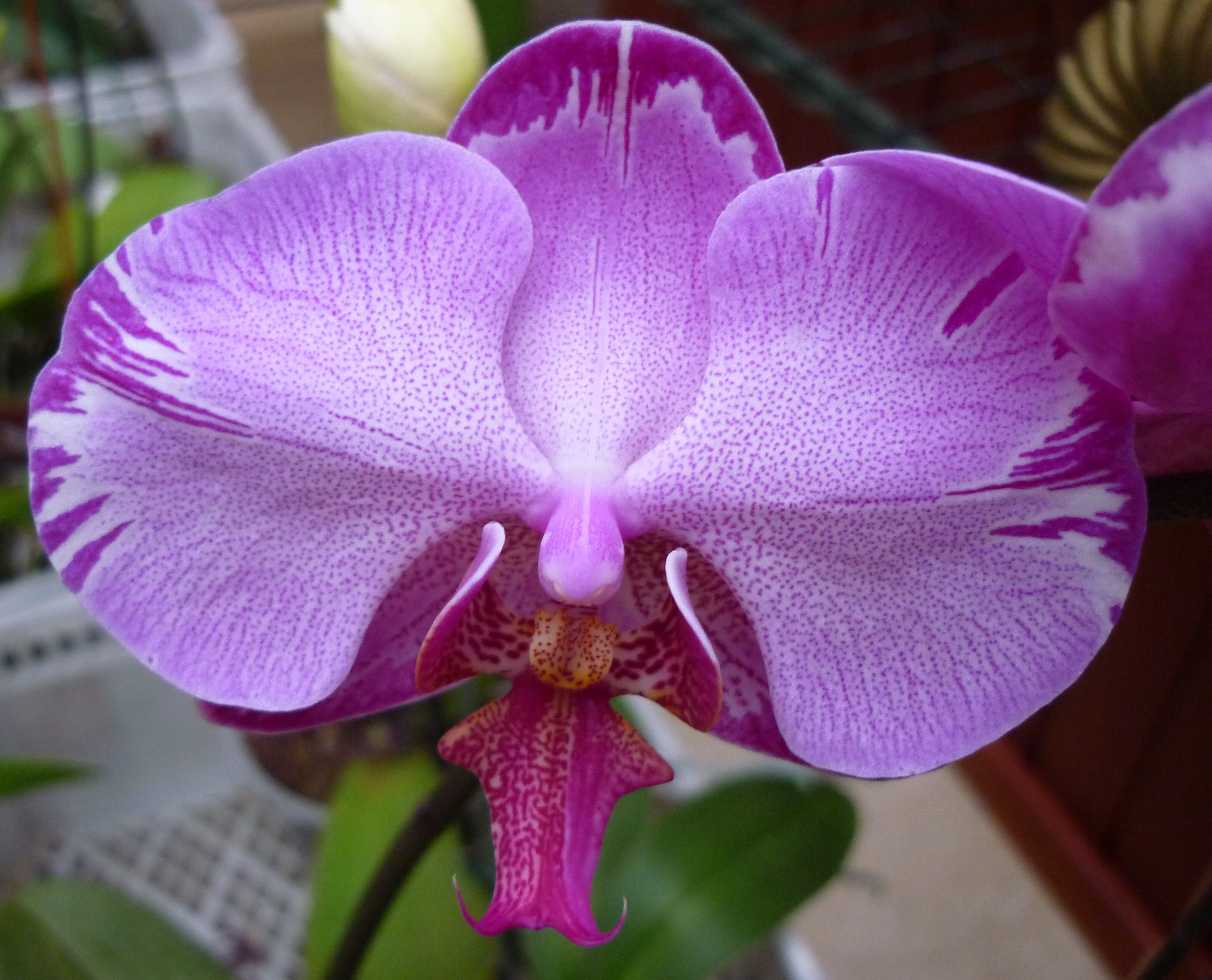
Phalaenopsis
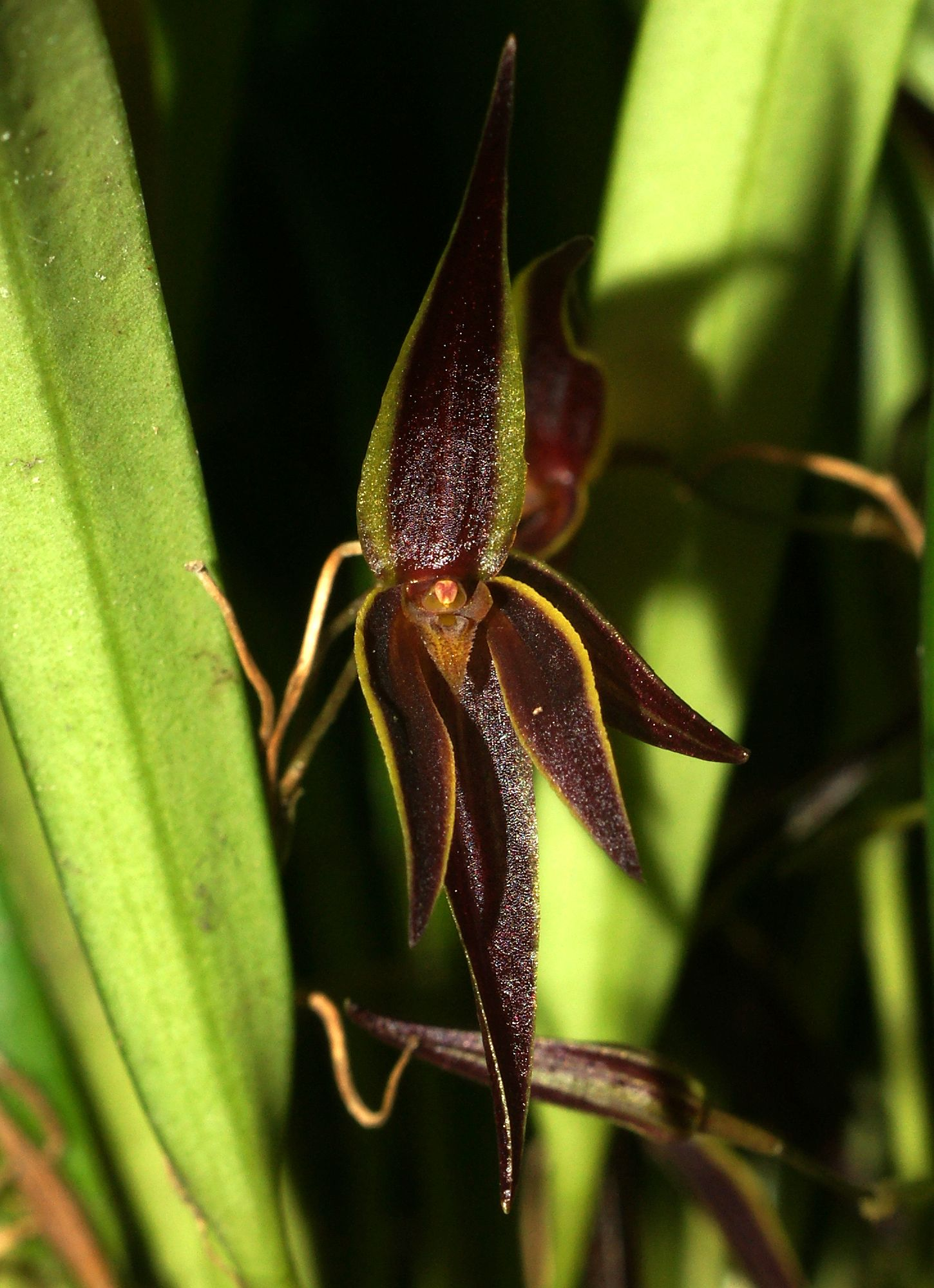
Pleurothallis allenii